# Ray (banda)
Ray fue un dúo musical español de estilo tecno-pop y electropop compuesto por José Ramón Moreno Bermejo y Miguel Ángel Casado entre los años 1992 y 1995. Formaron parte de una generación de bandas de sonido tecno-pop surgidas en España a principios de los 90, a la que también pertenecían bandas como OBK, Viceversa o Santuario.

## Discografía

### Álbumes
- «Ilusiones» (1993).
- «Muévete» (1994).
- Evolución (2018)

### Sencillos
- «Amor».
- «Quiero verte».
- «Mañana».
- «No siempre duele recordar».
- «Muévete».
- «Deja de soñar».